# Magdalena (folyó)
A Magdalena (spanyol: Río Magdalena) Kolumbia leghosszabb folyója, amely dél-észak irányban folyik át az országon. 
Popayántól délre ered, közel 1530 km-t tesz meg észak felé az Andok keleti és középső vonulata között, majd Barranquillánál a Karib-tengerbe ömlik. 
Korábban, amikor még hiányzott a 20. században kiépített úthálózat, ez a folyó volt a fő közlekedési útvonal az ország belseje és az északi tengerpart között. Az árut hajók szállították.

## Mellékfolyói
- Baloldalt: Páez, Saldaña, La Miel, Nare, Cauca, San Jorge
- Jobboldalt: Cabrera, Bogotá, Negro, Carare, Sogamoso, Cesar

## Városok
Főbb települések, amelyeket érint: Neiva, Girardot, Honda, La Dorada, Puerto Boyacá, Puerto Berrío, Barrancabermeja, El Banco, Santa Cruz de Mompox, Magangué, Plato, Calamar, Barranquilla

## Fordítás
- Ez a szócikk részben vagy egészben  a   Magdalena River című angol Wikipédia-szócikk fordításán alapul.  Az eredeti cikk szerkesztőit annak laptörténete sorolja fel. Ez a jelzés csupán a megfogalmazás eredetét és a szerzői jogokat jelzi, nem szolgál a cikkben szereplő információk forrásmegjelöléseként.